# 观音镇 (睢宁县)
观音镇，是中华人民共和国江苏省徐州市睢宁县下辖的一个镇，原名双沟镇，2019年1月更名为观音镇。徐州观音国际机场位于本镇。

## 行政区划
双沟镇下辖以下地区：
双东社区、双西社区、观阁村、大白村、盘王村、上坝村、高赵村、三友村、孟圩村、新源村、纪湾村、焦营村、魏林村、胥湾村、陈王村、苏杭村、张宋村、官路村、柳园村和园西村。